# Benleonardite
La benleonardite è un minerale.